# Jacky Colin
Pour les articles homonymes, voir Colin.
Jacky Colin est un footballeur français, né le 18 août 1963 à Chagny.

## Carrière
Au cours de ses jeunes années, Jacky Colin reçoit des propositions de plusieurs clubs. Il fait le choix de rejoindre le centre de formation du FC Sochaux-Montbéliard où il côtoie Franck Sauzée, Philippe Lucas, Laurent Croci, Eric Lada ou encore Stéphane Paille. 
Il débute en pro à 18 ans lors de la saison 1980-1981 où Sochaux atteint les demi-finale de coupe de l'UEFA en 1981. La saison suivante, il se fait une place de quasi-titulaire et Sochaux termine à la troisième place en D1 en 1981-1982. Dès la saison suivante, il devient titulaire indiscutable.
Sochaux et Colin marquent quelque peu le pas les années suivantes jusqu'à la relégation en D2 en 1987. Fidèle au club, il reste dans le Doubs où le club jaune et bleu réalise une saison tonitruante et remporte le championnat de D2.
Il décide de quitter Sochaux à 25 ans alors que le club remonte en D1 pour rejoindre l'Olympique lyonnais qui reste en D2. Capitaine lyonnais, il devient champion de France de Division 2, un an après avoir été vice-champion de la division avec Sochaux.
En 1991, il rejoint le Stade rennais avec lequel il connait une nouvelle fois la relégation. Il joue de moins en moins et à seulement 28 ans semble fini pour le football professionnel. En 1993-1994 il ne joue qu'un match à Rennes puis part en Décembre 1994 pour l'UC Bagnols Jeunesse en amateur jusqu'en Juin 1997. En Juillet 1997, il rejoint l'Olympique d'Alès en Cévennes tout juste relégué en National et qui descendra encore cette saison-là en CFA alors que Jacky ne s'impose même pas en équipe première. 
Il arrête définitivement sa carrière en 1998 pour devenir entraîneur-adjoint du club cévénol. Il a rejoint la mission Timothée une association chrétienne protestante dans les années 2000. 

## Palmarès
- Champion de France de Division 2 en 1989 avec l'OL
- Finaliste de la Coupe de France en 1988 avec le FC Sochaux-Montbéliard
- Vice-champion de France de Division 2 en 1988 avec le FC Sochaux-Montbéliard et en 1994 avec le Stade rennais
- Demi-finaliste de la Coupe de l'UEFA en 1981 avec le FC Sochaux-Montbéliard